# Onthophagus nigriobscurior
Onthophagus nigriobscurior là một loài bọ cánh cứng trong họ Bọ hung (Scarabaeidae).